# Danil Jerdakov
Danil Jerdakov, född 4 juni 1989 i Tjeljabinsk, Ryska SSR Sovjetunionen, är en rysk professionell ishockeyspelare, som spelar för Lokomotiv Jaroslavl i KHL. Han har tidigare spelat för Metjel Tjeljabinsk och är ny i Jaroslavl inför säsongen 2011/2012.
Jerdakov var inte ombord på det passagerarflygplan med Lokomotiv Jaroslavls lag som den 7 september 2011 havererade i staden Jaroslavl på väg till en bortamatch i Minsk. Han är tillsammans med Artur Amirov, Maksim Ziuziakin och den finländska målvaktstränaren Jorma Valtonen, de enda som fortfarande lever av Lokomotiv Jaroslavl trupp inför säsongen 2011/2012.